# Morant Cays
Die Morant Cays sind eine Gruppe kleiner Inseln im Karibischen Meer. Sie liegen etwa 51 km südöstlich von Morant Point entfernt und stellen die östliche Landmasse Jamaikas dar. 

## Geschichte
Die Morant Cays wurden im Jahr 1862 vom Vereinigten Königreich annektiert und 1882 unter Anthony Musgrave Jamaica zugeschlagen. Ein frühes Umweltgesetz, dass Regelungen zur Fischerei und dem Schutz von Schildkröten beinhaltet ist der Morant and Pedro Cays Act, der neben Morant, auch für die Pedro Cays gilt.

## Verwaltung
Die Morant Cays werden, ebenso wie die noch küstenferneren Pedro Cays, verwaltungsmäßig zum Kingston Parish gerechnet.

## Geographie
Die aus vier Cays bestehende Gruppe hat als Fundament eine etwa 100 km² große und 7 km lange Korallenbank. Auf den Cays brüten Seevögel und Schildkröten. Im Auftrag des jamaikanischen Fischereiministeriums wurden auf der nordöstlichen Cay ein Leuchtturm und Unterkünfte für Fischer errichtet, die hier gelegentlich Guano sammeln und Fischen gehen.
Die Inseln von Norden nach Süden sind Northeast Cay (6,8 Hektar), Northwest Cay (1,2 Hektar), Southeast Cay (6,2 Hektar) und Southwest Cay (1,8 Hektar).